# The Tall Headlines
The Tall Headlines is een Britse dramafilm uit 1952 onder regie van Terence Young.

## Verhaal
Het gezin Rackham wordt verscheurd, wanneer de oudste zoon wordt veroordeeld en opgehangen voor moord. George en Mary trachten hun verleden achter zich te laten door te verhuizen en hun achternaam te veranderen. Hun kinderen hebben moeilijkheden om zich aan te passen aan een leven zonder hun oudere broer.

## Rolverdeling
| Acteur          | Personage          |
| --------------- | ------------------ |
| André Morell    | George Rackham     |
| Flora Robson    | Mary Rackham       |
| Michael Denison | Philip Rackham     |
| Jane Hylton     | Frankie Rackham    |
| Mervyn Johns    | Oom Ted            |
| Dennis Price    | Maurice Fletcher   |
| Hugh Dempster   | Politie-inspecteur |
| Michael Ward    | Tandarts           |
| Mai Zetterling  | Doris Richardson   |
| Olive Sloane    | Mevrouw Baker      |
| Peter Burton    | Graham Moore       |
| Barbara Blair   | Nancy Richardson   |
| Celia Lipton    | Sandra             |
| Don Phillips    | Lonie              |
| Joan Hickson    | Serveerster        |